# Ойшилік
Ойшилі́к (каз. Ойшылық) — село у складі Аксуатського району Абайської області Казахстану. Адміністративний центр Ойшиліцького сільського округу.
Населення — 1516 осіб (2021; 1441 у 2009, 2304 у 1999, 2705 у 1989).
Національний склад станом на 1989 рік:
- казахи — 100 %

Станом на 1989 рік село називалось Ойчилік.